# Валдштадион
Комерцбанк арена (до 1. јула 2005. Валдштадион) је спортски стадион у Франкфурту на Мајни. Стадион је направљен за Светско првенство у фудбалу 2006. на коме је Франкфурт био један од 12 градова домаћина. Стадион је отворен утакмицом Немачке против Аустралије на Купу конфедерација.
Домаћин стадиона је Ајнтрахт Франкфурт који се такмичи у немачкој Бундеслиги.

## Историја
Стадион носи име једне од највећих банака на континенту. Изграђен је 1925. године. Током Другог светског рата потпуно је био срушен, а реконструкција је трајала све до 1951. године.
У периоду који је уследио, Валд стадион, како се звао све до почетка јула 2005. године, био је сведок многих историјских утакмица. На њему су играна финала немачких шампионата пре формирања Бундеслиге, а ту се Мухамед Али 1966. борио са Карлом Милденбергом.
У сећању многих је остао последњи меч у полуфиналној групи на Светском првенству 1974. године, када је Немачка успела да надигра Пољску 1:0 голом Герда Милера, на терену натопљеном кишом.
На истом шампионату Валд стадион је стекао посебан значај за фудбал у СФРЈ - најпре је Каталински дао гол Шпанцима и одвео „плаве“ на СП, затим је Миљанићев тим играо без голова на отварању првенства са шампионом Бразилом, да би реми и са Шкотском омогућио пласман у другу фазу (и пораз од Пољака на истом месту).
Реконструкција због СП 2006., почела је у јулу 2002. и потрајала је до октобра 2005. године. За то време активности на њему нису биле прекидане. Трошкови су били јако велики - 126 милиона евра за стадион и још 45 милиона за пратећу инфраструктуру. Заузврат, створен је интересантан дизајн са провидним кровом, 30 тона тешком видео-коцком и технолошки најсавременијим системом дренаже и обраде воде.

## Светско првенство у фудбалу 2006.
| датум         | време | тим #1       | резултат | тим #2    | круг         | гледалаца |
| ------------- | ----- | ------------ | -------- | --------- | ------------ | --------- |
| 10. јун 2006. | 15.00 | Енглеска     | 1-0      | Парагвај  | Група Б      | 48,000    |
| 13. јун 2006. | 15.00 | Јужна Кореја | 2-1      | Того      | Група Г      | 48,000    |
| 17. јун 2006. | 15.00 | Португалија  | 2-0      | Иран      | Група Д      | 48,000    |
| 21. јун 2006. | 21.00 | Холандија    | 0-0      | Аргентина | Група Ц      | 48,000    |
| 1. јул 2006.  | 21.00 | Бразил       | 0-1      | Француска | Четвртфинале | 48,000    |